# تغايرية ورمية
تعبر التغايرية الورمية عن الظاهرة التي تقوم فيها الخلايا السرطانية المختلفة بإظهار ملامح جسدية وشكلية مميزة، مثل التشكل الخلوي، التعبير الجيني، الأيض، الحركية، التوالد، وإمكانية الانتشار. تحدث هذه الظاهرة على حد سواء بين الأورام (تغايرية ورمية) وداخل الأورام (تغايرية داخل الورم). الحد الأدنى من التغايرية داخل الورم هو نتيجة بسيطة لنقص استنساخ الحمض النووي: عندما تنقسم خلية (سواء طبيعية أو سرطانية)، تحدث بعض الطفرات وهو ما يؤدي إلى تعداد سكاني متنوع من الخلايا السرطانية. تعتبر تغايرية الخلايا السرطانية مصدر تحديات كبيرة في سبيل تصميم استراتيجيات علاج فعالة. ومع ذلك فإن البحث الهادف إلى فهم وتمييز التغايرية يمكن أن يسمح بفهم أفضل لأسباب وتطور المرض. وله القدرة على وضع استراتيجيات علاجية أكثر دقة تحتوي المعلومات اللازمة عن التغايرية، وهو ما يسمح بالحصول على فعالية أعلى.
رُصدت التغايرية الورمية في كل من ابيضاض الدم، وسرطان الثدي، وسرطان البروستاتا، وسرطان القولون، وورم الدماغ، وسرطان المريء، وسرطان الرأس والعنق، وسرطان المثانة والأورام النسائية، والساركومة الشحمية، والورم النخاعي المتعدد.

## نماذج التغايرية
هناك نوعان من النماذج المستخدمة لشرح تغايرية الخلايا السرطانية. وهي نموذج الخلايا الجذعية السرطانية ونموذج التطور النسيلي. لا تعد النماذج حصرية بشكل متبادل، ويعتقد أن كلا منهما مساهم في التغايرية بدرجات متفاوتة في أنواع الأورام المختلفة.

### الخلايا الجذعية السرطانية
يؤكد نموذج الخلايا الجذعية السرطانية أنه لا يوجد سوى مجموعة فرعية صغيرة من الخلايا السرطانية فقط من بين كل الخلايا السرطانية قادرة على تكوين أورام. تسمى هذه الخلايا بالخلايا الجذعية السرطانية، وتتميز بالقدرة على التجدد الذاتي والتمايز إلى سلالة غير قادرة على تكوين أورام. يفترض نموذج الخلايا الجذعية السرطانية أن التغايرية الملاحظة بين الخلايا السرطانية هي نتيجة للاختلافات في الخلايا الجذعية الناشئة منها. غالبًا ما يحدث التغير في الخلايا الجذعية نتيجة للتغيرات المتعلقة بالتخلق المتوالي (بالإنجليزية: epigenetics)‏، ولكن يمكن أن ينتج أيضًا عن التطور النسيلي للخلايا الجذعية السرطانية حيث يمكن أن تتراكم الطفرات الوراثية المفيدة في الخلايا الجذعية السرطانية ونسلها.
وُجدت أدلة تثبت نموذج الخلايا الجذعية السرطانية في أنواع متعددة من الأورام مثل سرطان الدم، الورم الأرومي الدبقي، وسرطان الثدي، وسرطان البروستاتا.
ومع ذلك، ما يزال وجود الخلايا الجذعية السرطانية محور جدال. من أسباب ذلك هو أنه من الصعب إعادة إنتاج دلالات الخلايا الجذعية السرطانية في العديد من الأورام. أيضًا من طرق تحديد إمكانية قدرة الخلايا على إنتاج أورام هي استخدام نماذج تحتوي على أعضاء منقولة من كائنات حية أخرى. تعاني هذه الطرق من قيود جوهرية مثل الحاجة إلى التحكم في الاستجابة المناعية في الحيوان الذي نُقِل العضو له، والفرق الكبير في الظروف البيئية بين مكان الورم الرئيسي والمكان الجديد في كائن حي آخر (مثل عدم وجود جزيئات نشطة خارجية أو عوامل مساعدة). وقد تسبب هذا في بعض الشك حول دقة نتائج الخلايا الجذعية السرطانية والاستنتاجات التي تخمن أي من الخلايا يمكن أن تتحول لأورام سرطانية.

### التطور النسيلي
اقتُرح نموذج التطور النسيلي لأول مرة في عام 1976 من قبل بيتر نويل. تنشأ الأورام في هذا النموذج من خلية واحدة متحولة، وتراكم طفرات إضافية بمرور الوقت. تؤدي هذه التغييرات إلى أجيال خلوية فرعية إضافية، ولكل من هذه الأجيال الفرعية القدرة على الانقسام والتحور أكثر. قد تؤدي هذه التغايرية إلى ظهور خلايا فرعية لها ميزة تطورية على غيرها في بيئة الورم، وقد تصبح هذه الخلايا الفرعية هي المسيطرة في الورم بمرور الوقت. سمح هذا النموذج عند اقتراحه بفهم نمو الورم، وفشل العلاج، وعدوانية الورم التي تحدث أثناء العملية الطبيعية لتكوين الورم.
قد يحدث تطور الخلايا السرطانية الأولية بطريقتين:

#### التمدد الطولي
تتراكم الطفرات المتعاقبة في الجينات الرئيسة -الجينات المثبطة للأورام وأنزيمات إصلاح الحمض النووي- ما يؤدي إلى التمدد النسيلي للخلايا السرطانية. من غير المرجح أن يكون التمدد الطولي هو نقطة النهاية للأورام الخبيثة، لأن تراكم الطفرات يحدث بشكل عشوائي في الأورام المتغايرة.

#### التمدد المتفرع
يحدث التمدد في الأجيال الفرعية المتعددة من خلال آلية تقسيمية. ترتبط هذه الطريقة بالتغايرية الورمية بدرجة أكبر من التمدد الخطي. تُكتسب الطفرات بشكل عشوائي نتيجة لزيادة عدم الاستقرار الجيني مع كل جيل تالٍ. قد يوفر التراكم الطفري طويل المدى ميزة انتقائية خلال مراحل معينة من نمو الورم. قد تساهم البيئة المكروية للورم أيضًا في تمدد الورم، حيث إنها قادرة على تغيير الضغوط الانتقائية التي تتعرض لها الخلايا الورمية.

## أنواع وأسباب التغايرية
لوحظت أنواع متعددة من التغايرية بين الخلايا السرطانية، وهي تنتج من تغيرات وراثية وغير وراثية على حد سواء.

### التغايرية الجينية
تعد التغايرية الجينية سمة شائعة في جينوم الورم، ويمكن أن تنشأ من مصادر عديدة. تبدأ بعض أنواع السرطان عند حدوث طفرات نتيجة لعوامل خارجية، مثل الأشعة فوق البنفسجية (سرطان الجلد) والتبغ (سرطان الرئة). المصدر الأكثر شيوعًا هو عدم الاستقرار الجيني، والذي يحدث غالبًا عند تعطل المسارات التنظيمية الخلوية الرئيسية. من الأمثلة على هذا ضعف آليات إصلاح الحمض النووي التي يمكن أن تؤدي إلى زيادة احتمالية حدوث أخطاء في عملية الاستنساخ، والعيوب في آلية الانقسام الفتيلي التي تسمح باكتساب أو خسارة كروموسومات بأكملها بشكل كبير. من الممكن أيضًا زيادة التباين الوراثي من خلال بعض علاجات السرطان (مثل العلاج باستخدام عقار تيموزولوميد وعلاجات كيميائية أخرى.
تشير تغايرية الورم الطفرية إلى حدوث اختلافات في تواتر الطفرة في جينات وعينات مختلفة ويمكن فحصها بواسطة أداة (MutSig). يمكن أن تختلف أسباب العمليات الطفرية بين العينات الورمية في نوع سرطان واحد، أو أنواع مختلفة، ويمكن أن تظهر في أشكال طفرية مختلفة معتمدة على السياق. يمكن استكشافه من خلال فهرس البصمات الطفرية (COSMIC mutational signatures) أو أداة (MutaGene).

### أنواع أخرى من التغايرية
يمكن أن تظهر الخلايا السرطانية تغايرية أيضًا في صفاتها التعبيرية. وغالبًا ما يحدث هذا بسبب تغيرات كامنة متعلقة بالتخلق المتوالي. اكتُشف تباين التعبير في مناطق مختلفة من العينات الورمية داخل فرد واحد. وجد الباحثون أن الطفرات المتقاربة التي تؤثر على هستون أتش 3 ليزين 36 ناقِلَةُ الميثيل STED2(H3K36 methyltransferase SETD2) وهستون أتش3 كي 4 منزوع الميثيل ليزين نوعي منقوص الميثيل 5 سي (histone H3K4 demethylase KDM5C) حدثت في أورام من أماكن مختلفة في الجسم. أُثبت أيضًا أن هدف الثدييات من الراباميسين (MTOR) -وهو جين يقوم بتشفير الكيناز المنظم للخلية- يكون نشطًا بشكل جوهري ما يزيد من فسفرة بروتين S6. قد تعتبر هذه الفسفرة النشطة بمثابة دلالة حيوية في سرطانة الخلايا الصافية.
التجانس الميكانيكي-الكيميائي هو سمة مميزة للخلايا حقيقية النواة الحية. وله تأثير على تنظيم الجينات المتعلقة بالتخلق المتوالي. تنظم العمليات الميكانيكية والكيميائية الديناميكية المتغايرة العلاقات المتبادلة داخل الأسطح الخلوية من خلال الالتحام. يصاحب تطور وانتشار الورم حدوث تغير في ديناميات الفوضى المتغايرة في عملية التفاعل الكيميائي في خلايا الجزيء، متضمنًا الخلايا الموجودة داخل الورم، وهو يحدث بشكل متسلسل في مرضى السرطان. يمكن استخدام الظواهر البيولوجية للتجانس الميكانيكي-الكيميائي في التشخيص التفريقي بين سرطان المعدة ومرضى التهاب الغشاء المخاطي للمعدة، ولزيادة النشاط المضاد للثانويات السرطانية للخلايا التغصنية بالاعتماد على اللقاحات عند استخدام الجسيمات المجهرية المتغايرة للخلايا الورمية لحشوها. هناك أيضًا طريقة منهجية ممكنة تعتمد على تقنيات التشخيص والعلاج المتزامن بالموجات فوق الصوتية، تقوم على التأثير الميكانيكي-الكيميائي على التكتلات الفقاعية النانوية مع العقاقير الموجودة داخل الورم.

### البيئة المكروية للورم
يمكن زيادة التغايرية بين الخلايا الورمية باستخدام تغايرية البيئة المكروية للورم. تؤدي الاختلافات الموضعية في الورم (مثل توفر الأكسجين) إلى فرض ضغوط انتقائية مختلفة على خلايا الورم، وهو ما يؤدي إلى إنتاج أجيال ثانوية سائدة واسعة الاختلاف في المناطق المختلفة للورم. تأثير البيئة المكروية على الهيمنة النسيلية هو أيضًا سبب محتمل للتغايرية بين الأورام الأولية والأورام الثانوية في العديد من المرضى، وكذلك التغايرية الورمية بين المرضى المصابين بنفس نوع الورم.

## النتائج والتحديات

### مقاومة الدواء
قد تظهر الأورام المتغايرة حساسية مختلفة للأدوية السامة للخلايا خلال مجموعات نسيلية مختلفة. ويعزى ذلك إلى التفاعلات النسيلية التي قد تمنع أو تغير الفعالية العلاجية للدواء، ما يشكل تحديًا للعلاجات الناجحة في الأورام المتغايرة (والأورام الثانوية المتغايرة أيضًا الناتجة عنها).
نادرًا ما تقتل الأدوية المعطاة للمرضى جميع الخلايا السرطانية. حيث تقوم فقط بتقليل عدد خلايا الورم المتغاير الأساسي، بحيث يتبقى خلايا قليلة مقاومة للأدوية (إن وجدت). يسمح هذا للأورام المقاومة للأدوية بالحدوث مجددًا وحدوث نمو ورمي جديد من خلال آلية التطور المتفرعة. سيكون الورم الناتج المكرر متغايرًا ومقاومًا للعلاج السابق إعطائه للمريض. قد يعود الورم الثانوي بطريقة أكثر عدوانية.
غالبا ما يؤدي إعطاء العقاقير السامة للخلايا إلى انكماش الورم الأساسي. ويمثل هذا تدمير الخلايا الفرعية الأساسية غير المقاومة للدواء داخل ورم متغاير، وترك الخلايا المقاومة للدواء. تحتوي هذه الخلايا المقاومة الآن على ميزة انتقائية ويمكن أن تتكاثر مجددًا لتكون ورمًا مرة أخرى. من المحتمل أن يحدث التكرار من خلال آلية التطور المتفرعة وهو ما يساهم في التغايرية الورمية. قد يكون الورم الجديد أكثر عدوانية. ويعزى ذلك إلى خاصية الخلايا السرطانية الانتقائية المقاومة للأدوية.